# 歌手音PIKO
歌手音PIKO是索尼音樂娛樂於所推出第一款以VOCALOID2語音合成引擎為基礎所開發、並在2010年12月8日正式贩售的虛擬男性歌手軟體，其全名則命名為「VOCALOID2 歌手音PIKO」。在當前VOCALOID音樂軟體之中，歌手音PIKO是最容易能夠簡單創作出可辨認的男女語音。其中在姓氏「歌手音」中包含著「歌手的聲音」之意，而「PIKO」這個名字則是取自於在NICONICO動畫中廣受歡迎的歌手Piko。而如果將兩者合為一起，則可以就字面上解釋為「歌手Piko的聲音」。

## 軟體
軟體所使用的為山葉株式會社專門為製作電腦音樂（Computer music）所開發的VOCALOID軟體的商品，並由索尼音樂娛樂轄下的歌手Piko提供原始聲音來建立資料庫。歌手音PIKO是當前音質與音域設計最為廣闊的VOCALOID軟體，索尼音樂娛樂所提供的數據則指出音域可從C3到B4。另外索尼音樂娛樂在銷售時特別強調製作時便是將目的設定為能夠同時製作男聲及女聲的「兩聲類」，不過絕大多數創作者主要都是以女聲版本進行製作。而如同山葉株式會社在自己所推出的音樂軟體中亦有設計人物形象，索尼音樂娛樂些許模仿過去推出的VOCALOID角色另外創作出年齡約10歲的歌手音PIKO角色形象上，特別是在如頭髮等些為地方上則是跟之前的山葉株式會社推出的軟體形象相似。

## 銷售
不同於過去VOCALOID軟體銷售時往往會藉由跨媒體的方式進行推銷，索尼音樂娛樂將其消費族群只放在聲音提供者Piko的粉絲以及熟悉VOCALOID的愛好者上。2010年12月1日時，索尼音樂娛樂率先推出歌手音PIKO的免費測試版本，但也在同一天也告知用戶有關測試版本的使用規範。同時測試版也不同於過去VOCALOID軟體所採取較為長期的試用時間，索尼音樂娛樂僅願意讓用戶試用5天；索尼音樂娛樂也提到測試版的用處只是為了能夠讓用戶了解歌手音PIKO的聲音資料庫，而如果要藉此發表音樂作品應該要另外購買正式版本的軟體，所以索尼公司也禁止用戶使用測試版本來公開發表音樂作品。到了2010年12月8日時歌手音PIKO索尼公司正式推出付費下載的服務，而這般作法也是VOCALOID軟體於日本銷售中唯一一個僅藉由下載的方式來進行銷售，而銷售價格則訂在15,750日圓。

## 使用
歌手音PIKO其生聲音資料庫取自於歌手Piko，然而比較的是相較於VOCALOID軟體來說其被設計成能夠唱出男性以及女性聲音，也由於其廣泛的音域與聲線使得許多愛好者對其有正面評價；這也意味著創作者如果需要編出男女合唱、多重角色性質的樂曲所，並不需要其他VOCALOID音樂軟體的協助。一直到VY2正式銷售之前，歌手音Piko是所有VOCALOID中唯一一個聲域涵蓋有10歲年輕少年的聲音。而如果除去同樣以不同聲線為主軸、由女歌手下田麻美提供聲音的鏡音鈴、連，歌手音PIKO是VOCALOID2之中唯一一個由男性配音、仍包含有較高音域的音樂軟體。另外由於歌手音PIKO是自有接受聲音訓練的歌手Piko所提供聲音，因此相較於其他軟體所合成出來的聲音更為真實且順暢。在默認情況下進行VOCALOID2軟體，歌手音PIKO的聲音聽起來較為接近男性語音，而如果將音域往上提升便能夠創造出接近女子歌唱的語音；但實際操作的結果往往不能夠產生令人滿意的男性低沉聲音，同時這也意味著軟體於此時較為難以操縱，但是亦有可能讓歌手音PIKO成功演唱低音域的歌曲。
另外由於歌手音PIKO的測試版本中只能夠WAV的方式輸出，這使得一些批評者認為不能以VSQ格式進行存檔進而讓用戶不能以測試版作更廣泛的創作。同時歌手音PIKO由於發音問題的因素，使得每個聲音長短並無法直接控制，同時在沒有特別調整的情況下會使得語音有不合理的音效出現。另外雖然業界對於VOCALOID軟體已經有標準的許可協議出現，索尼仍然決定針對聲音資料庫這一部分進行嚴格的版權控制。其中在索尼公司自身的使用公告中，便表示他們不會放棄以歌手音PIKO歌聲創作歌曲的上傳限制。

## 著名歌曲

### 示範歌曲
| 曲目表 | 曲目表 | 曲目表 |
| 曲序   | 曲目   | 时长   |
| ------ | ------ | ------ |
| 1.     |        | 1:22   |
| 2.     |        | 1:26   |

### 原創歌曲
| 曲目表 | 曲目表 | 曲目表                     | 曲目表       | 曲目表 |
| 曲序   | 曲目   |                            | 作曲         | 时长   |
| ------ | ------ | -------------------------- | ------------ | ------ |
| 1.     |        | samfree                    | samfree      | 4:02   |
| 2.     |        |                            |              | 4:42   |
| 3.     |        | HYBRID SENSE               | HYBRID SENSE | 3:10   |
| 4.     |        | HYBRID SENSE               | HYBRID SENSE | 3:10   |
| 5.     |        |                            |              | 3:00   |
| 6.     |        | SOLA.                      | SOLA.        | 4:31   |
| 7.     |        | SOLA.                      | SOLA.        | 3:09   |
| 8.     |        |                            | HYBRID SENSE | 3:25   |
| 9.     |        |                            |              | 3:44   |
| 10.    |        | george-P                   | george-P     | 4:11   |
| 11.    |        | 若G                        | 若G          | 5:47   |
| 12.    |        | チーターガールP和月面步行P | Moon Walker  | 4:40   |

### 翻唱歌曲
| 曲目表 | 曲目表 | 曲目表    | 曲目表    | 曲目表  | 曲目表 |
| 曲序   | 曲目   |           | 作曲      | 编曲    | 时长   |
| ------ | ------ | --------- | --------- | ------- | ------ |
| 1.     |        | supercell | supercell | 神無月P | 5:41   |
| 2.     |        | 自然之敵P | 自然之敵P | YT      | 3:53   |
| 3.     |        |           |           |         | 5:42   |
| 4.     |        |           |           |         | 1:14   |
| 5.     |        |           |           |         | 1:29   |

Vy2v3 x Piko Cendrillon Cover

### MMD
| 曲目表 | 曲目表 | 曲目表 |
| 曲序   | 曲目   | 时长   |
| ------ | ------ | ------ |
| 1.     |        | 1:40   |
| 2.     |        | 0:29   |
| 3.     |        | 3:07   |
| 4.     |        | 3:33   |
| 5.     |        | 1:01   |
| 6.     |        | 1:48   |

## 評價
相較於其他VOCALOID軟體相比歌手音PIKO於日本的使用頻率仍然較低，不過整體來講仍然比同樣於2010年所發售的Gachapoid還要有所人氣。一些分析者則認為主要原因之一在於鏡音鈴、連的的追加檔案於同一時間釋出反而奪走市場，同時索尼音樂娛樂新推出的音樂軟體經歷也沒有比CRYPTON FUTURE MEDIA製作的VOCALOID軟體更為流行。而於NICONICO動畫中搜尋VOCALOID影片結果，也相較於其他音樂軟體的作品來比還要來得少許多。不過在2011年9月14日時所推出、作為VOCALOID紀錄專輯的《THE VOCALOID produced by Yamaha》中，便收錄了歌手音PIKO所演唱的。

## 瑣事
- 歌手音PIKO人物形象的頭髮髮型特意設計成如Piko般一樣，而頭上的呆毛則設計成名字「PIKO」首個字母「P」[10]。
- 由所設計的歌手音PIKO人物形象的服裝則是參考了吉他的外觀，但是在外表繪製上則被一些評論者批評其抄襲初音未來的形式，或者是與SF-A2 開發Code miki的服裝設計相似。
- 在所有VOCALOID軟體人物形象中歌手音PIKO其年齡設定為最小，而同樣有年輕男孩聲音的VY2則並沒有為其另外設計人物形象。
- 針對歌手音PIKO人物形象的瞳孔顏色有不同的意見，一部分人認為歌手音PIKO為左眼藍色、右眼綠色的異色眼珠，另外一些人則認為官方插圖的瞳孔顏色差異是由於畫作風格影響。

## 外部連結
- （日語）
- （日語）
- （日語） http://www.kioon.com/vocaloid/piko/ （页面存档备份，存于）